# Claremont (Tasmanië)
Claremont is een buitenwijk van de stad Glenorchy, onderdeel van het grotere Hobart-gebied. De stad ligt in Tasmanië, Australië.
Claremont is vernoemd naar Claremont House, een huis dat rond 1830 gebouwd werd door de lokale kolonist Henry Bilton, die het vernoemde naar een van de koninklijke huizen van Engeland. De wijk was de thuisbasis van een trainingscentrum voor het leger, dat tijdens de Eerste Wereldoorlog streed. Later werd dit trainingscentrum verplaatst naar Brighton. Op dat moment bestond Claremont uit slechts een paar huizen en boerderijen.
In Claremont staat één middelbare school, Claremont College (ook bekend als de TAFE-campus), één middelbare school (Claremont High School) en drie openbare basisscholen (Roseneath Primaire, Abbotsfield Primaire en Claremont Primaire). Verder bevindt er zich één privé-basisschool, Holy Rosary School.
Claremont heeft een klein winkelcentrum, genaamd Claremont Village. Er staat een aantal kerken in de wijk.